# Oh! Pleasant Hope
Oh! Pleasant Hope je šesté a až do roku 1983 poslední studiové album hard rockové skupiny Blue Cheer, vydané v dubnu roku 1971. V roce 1983 skupina vydala další album The Beast Is Back.

## Seznam skladeb
1. "Hiway Man" (Grelecki, Mayell, Yoder) – 4:22
2. "Believer" (Grelecki, Yoder) – 3:41
3. "Money Troubles" (Peddicord) – 4:02
4. "Traveling Man" (Grelecki, Yoder) – 3:10
5. "Oh! Pleasant Hope" (Peddicord) – 2:39
6. "I'm the Light" (Houseman, Mayell) – 5:39
7. "Ecological Blues" (Mayell) – 2:26
8. "Lester the Arrester" (Kellogg) – 3:02
9. "Heart Full of Soul" – 4:37

## Sestava
- Dickie Peterson – baskytara, zpěv
- Norman Mayell – kytara, sitár, bicí
- Gary Yoder – akustická a elektrická kytara, harfa, zpěv
- Ralph Burns Kellogg – varhany, piáno, syntezátor, baskytara